# Хлоплянкин, Михаил Иванович
Михаил Иванович Хлоплянкин (6 сентября 1892 — 10 февраля 1938) — советский государственный и партийный деятель. Член Центральной ревизионной комиссии ВКП(б) (1934—1937). Кандидат в члены ЦК ВКП(б) (1930—1934).

## Биография
Родился в д. Лутина Владимирской губернии. Русский,
Член РСДРП(б) с 1914 г.
Обучался на экономическом отделении Московского коммерческого института.
В 1919—1921 гг. служил в РККА. В 1921 г. назначен начальником трудовых частей РСФСР.
В 1921—1923 гг. — член коллегии Наркомата труда РСФСР.
В 1923—1925 гг. — член коллегии Наркомата внешней торговли СССР.
В 1925—1926 гг. — торговый представитель СССР в Великобритании.
1927—1928 гг. работал председателем правления Экспортхлеба.
1928—1930 гг. — председатель исполкома Нижне-Волжского краевого совета (Саратов).
В 1930—1934 гг. был кандидатом в члены ЦК ВКП(б).
В 1930—1934 гг. — заместитель наркома снабжения СССР.
В 1934—1937 гг. — член Центральной ревизионной комиссии ВКП(б) и заместитель наркома внутренней торговли СССР.
13 октября 1937 г. был арестован, осуждён 08.02.1938 г. военной коллегией Верховного суда СССР по обвинению в участии в контрреволюционной террористической организации.
Расстрелян 10.02. 1938 г.
Реабилитирован посмертно 4 февраля 1956 г.

## Адреса в Москве
ул. Серафимовича, д.2, кв.425